# Global Metal
Global Metal ist der zweite Film des kanadischen Kulturanthropologen Sam Dunn. Der Dokumentarfilm von 2008 behandelt, wie Sam Dunns erster Film Metal – A Headbanger’s Journey, die Musikrichtung Heavy Metal. Er dokumentiert wie sich Heavy Metal weltweit ausgebreitet hat und wie die einzelnen Kulturen mit der ursprünglich westlichen Musikrichtung umgehen und diese verändern.

## Inhalt
Global Metal beleuchtet die Entwicklung von Heavy-Metal-Musik und der damit verbundenen Subkultur in sieben nicht-westlichen Staaten: Brasilien, Japan, Indien, China, Indonesien, Israel und den Vereinigten Arabischen Emiraten.
Nachdem die Länder kurz vorgestellt wurden, wird die Situation im Land mit lokalen Künstlern, Fans, Journalisten und andere Szeneangehörige besprochen. Teilweise werden außerdem Musiker westlicher Bands zu ihren Erfahrungen mit der Subkultur im Land befragt.

## Produktion
Nach Abschluss der ersten Metal-Dokumentation wusste Dunn bereits, dass er einen zweiten Teil zur globalen Metalszene drehen wollte. Die Vorproduktion und Recherche nahm ein halbes Jahr in Anspruch, danach wurde sieben Wochen lang in Japan, Indonesien, Israel, Polen und China gedreht. Die Aufnahmen in Brasilien, Indien und den Vereinigten Arabischen Emiraten wurden später angefertigt. Ursprünglich war geplant im Iran zu drehen, doch da das Drehteam keine Visa erhielt, besuchten sie stattdessen das Dubai Desert Rock Festival. Die Aufnahmen aus Polen wurden im Film letztendlich nicht verwendet.

## Interviewpartner

### Brasilien
Rio de Janeiro und São Paulo
| Künstler           | Band               | Nationalität           |
| ------------------ | ------------------ | ---------------------- |
| Carlos Lopes       | Dorsal Atlântica   | Brasilien              |
| Rafael Bittencourt | Angra              | Brasilien              |
| Adrian Smith       | Iron Maiden        | Vereinigtes Konigreich |
| Dave Murray        | Iron Maiden        | Vereinigtes Konigreich |
| Max Cavalera       | Sepultura, Soulfly | Brasilien              |

Sonstige
- Claudia Azevedo, University of Rio De Janeiro
- Eric de Haas, Rock Hard Brazil
- Toninho, Sepultura Fan Club

### Japan
Tokyo
| Künstler        | Band                | Nationalität       |
| --------------- | ------------------- | ------------------ |
| Tom Araya       | Slayer              | Chile              |
| Kerry King      | Slayer              | Vereinigte Staaten |
| Lars Ulrich     | Metallica           | Danemark           |
| Marty Friedman  | Megadeth, Cacophony | Vereinigte Staaten |
| Yoshiki         | X-Japan             | Japan              |
| Mirai Kawashima | Sigh                | Japan              |

Sonstige
- Masa Itoh, Rock City TV
- Katsuya Minamida, Universität Kōbe

### Indien
Mumbai und Bangalore
| Künstler                     | Band                 | Nationalität           |
| ---------------------------- | -------------------- | ---------------------- |
| Sahil Makhija (Demonstealer) | Demonic Resurrection | Indien                 |
| Prashant Shaw                | Exhumation           | Indien                 |
| Nolan Lewis                  | Kryptos              | Indien                 |
| Anant Dwivedi                | Prakalp              | Indien                 |
| Vincent Pereira              | Prakalp              | Indien                 |
| Sai Prabhakarah              | Souled Out           | Indien                 |
| Bruce Dickinson              | Iron Maiden          | Vereinigtes Konigreich |

Sonstige
- Atul Sharma, MetalIndia.net

### China
Peking
| Künstler   | Band         | Nationalität        |
| ---------- | ------------ | ------------------- |
| Kaiser Kuo | Tang Dynasty | Vereinigte Staaten  |
| Nong Yong  | Ritual Day   | China Volksrepublik |

Sonstige
- Wang Xiao, Angestellter des 666 Rock Shop
- Yang Yu, Painkiller Magazine
- Zhang Feng, Direktor der MIDI School

### Indonesien
Jakarta
| Künstler        | Band         | Nationalität           |
| --------------- | ------------ | ---------------------- |
| Barney Greenway | Napalm Death | Vereinigtes Konigreich |
| Andre Tiranda   | Sikskubur    | Indonesien             |
| Arian 13        | Seringai     | Indonesien             |
| Ombat Nasution  | Tengkorak    | Indonesien             |

Sonstige
- Wendi Putranto, Rolling Stone Indonesia
- Jason Tedjasukaman, Time Magazine Indonesia
- Frank Raden, Professor
- Rudi Iman, Fan

### Israel
Jerusalem
| Künstler             | Band          | Nationalität |
| -------------------- | ------------- | ------------ |
| Kobi Farhi           | Orphaned Land | Israel       |
| Eran Segal           | Whorecore     | Israel       |
| ”Evil” Haim          | Whorecore     | Israel       |
| Butchered            | Arallu        | Israel       |
| Nir Nakav            | Salem         | Israel       |
| Yotam “Defiler” Avni | Abed          | Israel       |

Sonstige
- Yishai Sweartz, Raven Music
- Maor Appelbaum, Produzent

### Vereinigte Arabische Emirate
Dubai
| Künstler       | Band             | Nationalität                 |
| -------------- | ---------------- | ---------------------------- |
| Ali            | Kahtmayan        | Iran                         |
| Maher          | Musiker          | Saudi-Arabien                |
| Ahmid          | Musiker          | Saudi-Arabien                |
| Al-Sharif      | Hate Suffocation | Agypten                      |
| Barney Ribeiro | Nervecell        | Vereinigte Arabische Emirate |

Sonstige
- Armin, Fan – Iran
- Abed, Fan – Libanon
- Omar Abdula Aziz Mohammed Khan Abdula, Fan – Dubai

## Rezeption
Als Dokumentation wurde der Film von Wissenschaftlern für seine oberflächliche Darstellung der gezeigten Länder kritisiert. Er gehe kaum auf die Besonderheiten der verschiedenen Kulturen und deren Wechselwirkung mit der Musik ein. Dunn lasse immer wieder Möglichkeiten verstreichen, kritische Fragen zu stellen, die Eigenheiten der örtlichen Metalszene zu beleuchten oder deren Wechselwirkung mit der Mainstreamkultur zu ergründen. Nicht einmal die Funktion der rebellierenden Subkultur, welche dem Genre durch ihre (angebliche) Herkunft aus dem Punk inhärent sei, werde in autokratischen Ländern wie Indonesien oder den Vereinigten Arabischen Emiraten beleuchtet. Stattdessen werden Musik und Subkultur weitgehend als lokale Abwandlung der europäisch-amerikanischen Szene behandelt. Einzig die Entwicklungen in China und Japan sowie der Einfluss der brasilianischen Band Sepultura werde etwas differenzierter betrachtet. Auch die titelgebende Globalisierung des Genres beschränke sich im Rahmen des Films auf die verbesserte Verfügbarkeit von Musik über das Internet. 
Als Unterhaltungsmedium wurde der Film wesentlich wohlwollender aufgenommen: Szenemedien beschrieben den Film als selbstironisch und stellenweise sogar rührselig. Er feiere die Szene und zeige ihre Qualitäten sowie ihre Rolle im Umgang mit repressiven Kulturen. Gleichsam bleibe er teilweise oberflächlich, was auch der relativ kurzen Laufzeit geschuldet sei. Der unkritische Umgang wurde teilweise mit Dunns Innenperspektive als Fan erklärt, was ihm eine Konfrontation mit seinen Idolen wohl erschwere. Als Reisefilm sei er derweil kurzweilig. Dass der Film Aufmerksamkeit auf die Konflikte mit religiösen und politischen Autoritäten lenke, wurde von Fans insgesamt als positiv bewertet. Die Musikauswahl wurde fast universell gelobt.  
Auf IMDb hat der Film bei knapp 5.000 Bewertungen eine durchschnittliche Bewertung von 7,9 von 10 Punkten.